# ديشمبية دومينيكانية
ديشمبية دومينيكانية (الاسم العلمي:Deschampsia domingensis) هي نوع من النباتات تتبع جنس الديشمبية من الفصيلة النجيلية.